# Медвежий (остров, озеро Чаны)
Медвежий — остров на озере Чаны в Новосибирской области России. Площадь — 548,6 га. 22 апреля 2008 года острову присвоен статус памятника природы регионального значения.

## Описание
Остров расположен в северо-западной части озера и представляет собой затонувшую древнюю сухопутную гриву, его протяжённость с севера на восток — 8691 м, периметр береговой линии — 21 061 м. С юго-западного мыса Медвежий постепенно стал меньше из-за воздействия ветра и волн, которые разрушают песчаный грунт и вымывают корни деревьев.

## Флора и фауна
Растительные сообщества в сухопутной части острова представлены степными, лесостепными и луговыми видами. Вдоль береговой линии произрастает околоводная и водная растительность. На Медвежьем насчитываются 73 вида растений.
Здесь обитают 120 видов наземных позвоночных, 419 видов беспозвоночных животных, в их числе 357 видов насекомых.
Памятник природы имеет большое значение для гнездования и скопления мигрирующих птиц.
3 вида растений и 14 видов птиц занесены в Красные книги России и Новосибирской области: орлан-белохвост, скопа, орёл степной, сапсан, большой подорлик, дербник, крачка чайконосая, черноголовый хохотун, чеграва, гусь-пискулька, цапля большая белая, пеликан кудрявый, казарка краснозобая, лебедь-шипун. На расположенном рядом острове Узкоредкий в Красную книгу Новосибирской области занесены те же виды, что и на Медвежьем.

## История
Ранее на острове находилась заимка братьев Медведевых, предположительно от их фамилии остров получил название.
В 1919 году здесь была создана коммуна «Нива», состоявшая из 9 бедных семей, которые отняли у прежних владельцев имущество и скот: 30 лошадей, 30 свиней, 50 коров, 100 овец, 40 уток и гусей, маслобойку, 2 конные молотилки, 5 сенокосилок, веялку, сноповязку, сеялку, амбары, жилые помещения и скотные дворы.
В 1950—1960 годах на Медвежьем выращивали арбузы.
Вплоть до наступления времён перестройки здесь пасли сельхозживотных, которых переправляли к острову на баржах.